# Гамерања (Савона)
Гамерања је насеље у Италији у округу Савона, региону Лигурија.
Према процени из 2011. у насељу је живело 208 становника. Насеље се налази на надморској висини од 217 м.